# هورست ماير (مجدف)
هورست ماير (بالألمانية: Horst Meyer)‏ هو مجدف ألماني، ولد في 20 يونيو 1941 في هاربورغ (منطقة) في ألمانيا.

## وصلات خارجية
- هورست ماير على موقع الاتحاد الدولي للتجديف (الإنجليزية)
- هورست ماير على موقع اللجنة الأولمبية الدولية (الإنجليزية)
- هورست ماير على موقع أوليمبيديا (الإنجليزية)